# Championnat du Nigeria de football 2007
Navigation
Saison précédente Saison suivante
La saison 2007 du Championnat du Nigeria de football est la dix-septième édition de la première division professionnelle au Nigeria, la First Division League. Vingt clubs prennent part au championnat qui prend la forme de deux poules de dix où toutes les équipes se rencontrent deux fois au cours de la saison. À la fin de cette première phase, dans chaque poule, les deux premiers disputent la SuperLeague, la poule pour le titre, tandis que les deux derniers sont relégués et remplacés par les quatre meilleurs clubs de Division II, la deuxième division nigériane.
C'est le club d'Enyimba FC qui remporte le championnat après avoir terminé en tête du classement final de la SuperLeague, avec trois points d'avance sur le club de Gombe United FC. C'est le 5e titre de champion du Nigeria de l'histoire du club en sept saisons.
Cette édition est jouée sur une demi-saison (de janvier à juin) afin de permettre le calage du calendrier sur le rythme européen. La prochaine saison démarrera en effet en septembre 2007.
Les deux premiers du classement se qualifient pour la prochaine Ligue des champions tandis que le club classé 3e et le vainqueur de la Coupe du Nigeria obtiennent leur place pour la Coupe de la confédération.

## Les clubs participants
| - Akwa United FC - Promu de Division II - Adamawa United FC - Promu de Division II - Nassarawa United FC - Enyimba FC - El-Kanemi Warriors - Enugu Rangers - Gombe United FC - Bendel Insurance - Kano Pillars - Kaduna United FC | - Wikki Tourists FC - Heartland FC - Kwara United FC - Dolphin FC - Prime FC - Promu de Division II - Zamfara United FC - Promu de Division II - Lobi Stars FC - Bayelsa United FC - Niger Tornadoes - Ocean Boys FC |

## Compétition
Le barème de points servant à établir le classement se décompose ainsi :
- Victoire : 3 points
- Match nul : 1 point
- Défaite : 0 point

### Première phase

#### Groupe A
| Rang | Équipe                | Pts | J  | G  | N | P  | Bp | Bc | Diff |
| ---- | --------------------- | --- | -- | -- | - | -- | -- | -- | ---- |
| 1    | Wikki Tourists FC     | 33  | 18 | 10 | 3 | 5  | 20 | 13 | +7   |
| 2    | Enugu Rangers         | 30  | 18 | 9  | 3 | 6  | 20 | 11 | +9   |
| 3    | Heartland FC          | 29  | 18 | 7  | 8 | 3  | 17 | 13 | +4   |
| 4    | Kwara United FC       | 28  | 18 | 8  | 4 | 6  | 26 | 18 | +8   |
| 5    | Kano Pillars          | 28  | 18 | 8  | 4 | 6  | 20 | 14 | +6   |
| 6    | Prime FC (P)          | 24  | 18 | 7  | 3 | 8  | 19 | 23 | -4   |
| 7    | Ocean Boys FC (T)     | 24  | 18 | 7  | 3 | 8  | 15 | 21 | -6   |
| 8    | Niger Tornadoes       | 21  | 18 | 5  | 6 | 7  | 10 | 15 | -5   |
| 9    | Kaduna United FC      | 16  | 18 | 3  | 7 | 8  | 15 | 23 | -8   |
| 10   | Adamawa United FC (P) | 14  | 18 | 3  | 5 | 10 | 11 | 22 | -11  |

|  | Qualification pour la SuperLeague                 |
|  | Relégation en Division Two                        |
|  | (T) : Tenant du titre (P) : Promu de Division Two |

#### Groupe B
| Rang | Équipe                | Pts | J  | G | N | P | Bp | Bc | Diff |
| ---- | --------------------- | --- | -- | - | - | - | -- | -- | ---- |
| 1    | Enyimba FC            | 32  | 18 | 9 | 5 | 4 | 19 | 6  | +13  |
| 2    | Gombe United FC       | 26  | 18 | 8 | 2 | 8 | 19 | 16 | +3   |
| 3    | Bendel Insurance      | 26  | 18 | 7 | 5 | 6 | 20 | 18 | +2   |
| 4    | Lobi Stars FC         | 26  | 18 | 7 | 5 | 6 | 13 | 11 | +2   |
| 5    | Bayelsa United FC     | 25  | 18 | 7 | 4 | 7 | 17 | 20 | -3   |
| 6    | Zamfara United FC (P) | 25  | 18 | 7 | 4 | 7 | 15 | 18 | -3   |
| 7    | Nassarawa United FC   | 24  | 18 | 7 | 3 | 8 | 17 | 18 | -1   |
| 8    | Akwa United FC (P)    | 23  | 18 | 6 | 5 | 7 | 15 | 19 | -4   |
| 9    | Dolphin FC (C)        | 21  | 18 | 4 | 9 | 5 | 13 | 11 | +2   |
| 10   | El-Kanemi Warriors    | 19  | 18 | 5 | 4 | 9 | 10 | 21 | -11  |

|  | Qualification pour la SuperLeague                                  |
|  | Qualification pour la Coupe de la confédération 2008               |
|  | Relégation en Division Two                                         |
|  | (C) : Vainqueur de la Coupe du Nigeria (P) : Promu de Division Two |

### Deuxième phase
- Toutes les rencontres se sont disputées au Teslim Balogun Stadium, de Lagos, du 6 au 10 juin 2007.

| Rang | Équipe            | Pts | J | G | N | P | Bp | Bc | Diff |  | Résultats (▼ dom., ► ext.) | Eny | Gom | Wik | Enu |
| ---- | ----------------- | --- | - | - | - | - | -- | -- | ---- |  | -------------------------- | --- | --- | --- | --- |
| 1    | Enyimba FC        | 7   | 3 | 2 | 1 | 0 | 5  | 2  | +3   |  | Enyimba FC                 |     | 1-1 | 2-1 | 2-0 |
| 2    | Gombe United FC   | 4   | 3 | 1 | 1 | 1 | 2  | 2  | 0    |  | Gombe United FC            |     |     | 1-0 | 0-1 |
| 3    | Wikki Tourists FC | 3   | 3 | 1 | 0 | 2 | 3  | 4  | -1   |  | Wikki Tourists FC          |     |     |     | 2-1 |
| 4    | Enugu Rangers     | 3   | 3 | 1 | 0 | 2 | 2  | 4  | -2   |  | Enugu Rangers              |     |     |     |     |

## Bilan de la saison
| Championnat du Nigeria de football 2007 |                        |
| Champion                                | Enyimba FC (5e titre)  |
| Coupes et trophées                      |                        |
| Vainqueur de la Coupe du Nigeria 2007   | Dolphin FC             |
| Qualifications continentales            |                        |
| Ligue des champions de la CAF 2008      | Enyimba FC             |
| Ligue des champions de la CAF 2008      | Gombe United FC        |
| Coupe de la confédération 2008          | Dolphin FC             |
| Coupe de la confédération 2008          | Wikki Tourists FC      |
| Promotions et relégations               |                        |
| Promus en First Division                | Sunshine Stars FC      |
| Promus en First Division                | Jigawa Golden Stars FC |
| Promus en First Division                | Sharks FC              |
| Promus en First Division                | JUTH FC                |
| Relégués en Division II                 | Dolphin FC             |
| Relégués en Division II                 | El-Kanemi Warriors     |
| Relégués en Division II                 | Kaduna United FC       |
| Relégués en Division II                 | Adamawa United FC      |